# سرگئی اسکریپال
سرگئی ویکتوروویچ اسکریپال (انگلیسی: Sergei Viktorovich Skripal روسی: Серге́й Ви́кторович Скрипаль) متولد ۲۳ ژوئن ۱۹۵۱  مامور نظامی سابق اطلاعات روسی است کسی که به عنوان مأمور برای سرویس‌های اطلاعاتی بریتانیا در طول دهه ۱۹۹۰ و اوائل ۲۰۰۰ کار کرد. در دسامبر ۲۰۰۴، او توسط سرویس امنیت فدرال روسیه (FSB) دستگیر و به عنوان خائن مجرم شناخته شده، و زندانی شد. وی در سال ۲۰۱۰ پیرو تبادل زندانی برنامه غیرقانونی‌ها در بریتانیا ساکن شد.
۴ مارس ۲۰۱۸ او و دخترش یولیا با گاز عامل اعصاب مسموم شدند. اگرچه پلیس بریتانیا هنوز اشاره‌ای به روسیه نکرده‌است اما این رویداد از سمت روسیه دیده می‌شود چراکه پیش‌تر ولادیمیر پوتین علناً در برنامه‌ای تلویزیونی قسم خورده بود که آنها خواهند مرد. آنها در شرایط بحرانی در بیمارستان ناحیه سالزبری بستری شدند. بنابر گزارش پزشکان وضعیت عمومی وی وخیم میباشد ولی حال دخترش رو به بهبودی است. پلیسی که آنها را پیدا کرد مسموم شده و همین‌طور دو مأمور دیگر و ۲۱ نفر از مردم نیز علائم آن را داشتند.
دیمیتری پسکوف سخنگوی ریاست‌جمهوری روسیه ۶ مارس ۲۰۱۸ از این موضوع ابراز بی‌اطلاعی کرد.
دولت بریتانیا در پاسخ به مسموم ساختن اسکریپال، ۲۳ دیپلمات روس را اخراج کرد.